# Mein Herze schwimmt im Blut
Mein Herze schwimmt im Blut (in italiano Il mio cuore nuota nel sangue) BWV 199 è una cantata sacra composta da Johann Sebastian Bach a Weimar tra il 1711 e il 1714 ed eseguita per la prima volta il 12 agosto 1714, l'undicesima domenica dopo la solennità della Santissima Trinità. Si tratta di una cantata per soprano solista in otto movimenti.
Il testo, scritto da Georg Christian Lehms, fu pubblicato a Darmstadt nel 1711 all'interno della collezione Gottgefälliges Kirchen-Opffer, incentrata sul tema della redenzione. Il librettista scrisse una serie di recitativi alternati ad arie, inserendo come sesto movimento la terza strofa dell'inno Wo soll ich fliehen hin di Johann Heermann. Non è noto il periodo di composizione della cantata, che fu eseguita per la prima volta il 12 agosto 1714, l'undicesima domenica dopo la solennità della Santissima Trinità. La voce solista è accompagnata da un ensemble barocco di oboe, archi e basso continuo ed esprime, in uno stile simile a quello dell'opera barocca, lo sviluppo drammatico del personaggio, che passa dal sentirsi "un mostro agli occhi di Dio" al perdono. Bach rivisitò l'opera in vista di esecuzioni successive, sicché ne sono presenti tre versioni nella Neue Bach-Ausgabe.

## Storia e testo
Il 2 marzo 1714 Bach fu nominato primo violino dell'orchestra della corte di Guglielmo Ernesto ed Ernesto Augusto I di Sassonia-Weimar e, come tale, fu incaricato di comporre ogni mese una cantata da eseguirsi nella chiesa di palazzo (in tedesco Schlosskirche). La cantata, quinta della serie, fu eseguita dopo Weinen, Klagen, Sorgen, Zagen (BWV 12) l'undicesima domenica dopo la solennità della Santissima Trinità. Le letture previste per quella domenica erano passi dalla prima lettera ai Corinzi (sul vangelo di Cristo e sul dovere di Paolo in quanto apostolo; 1Co 15:1-10) e dal vangelo di Luca (la parabola del fariseo e del pubblicano; Lc 18:9-14).

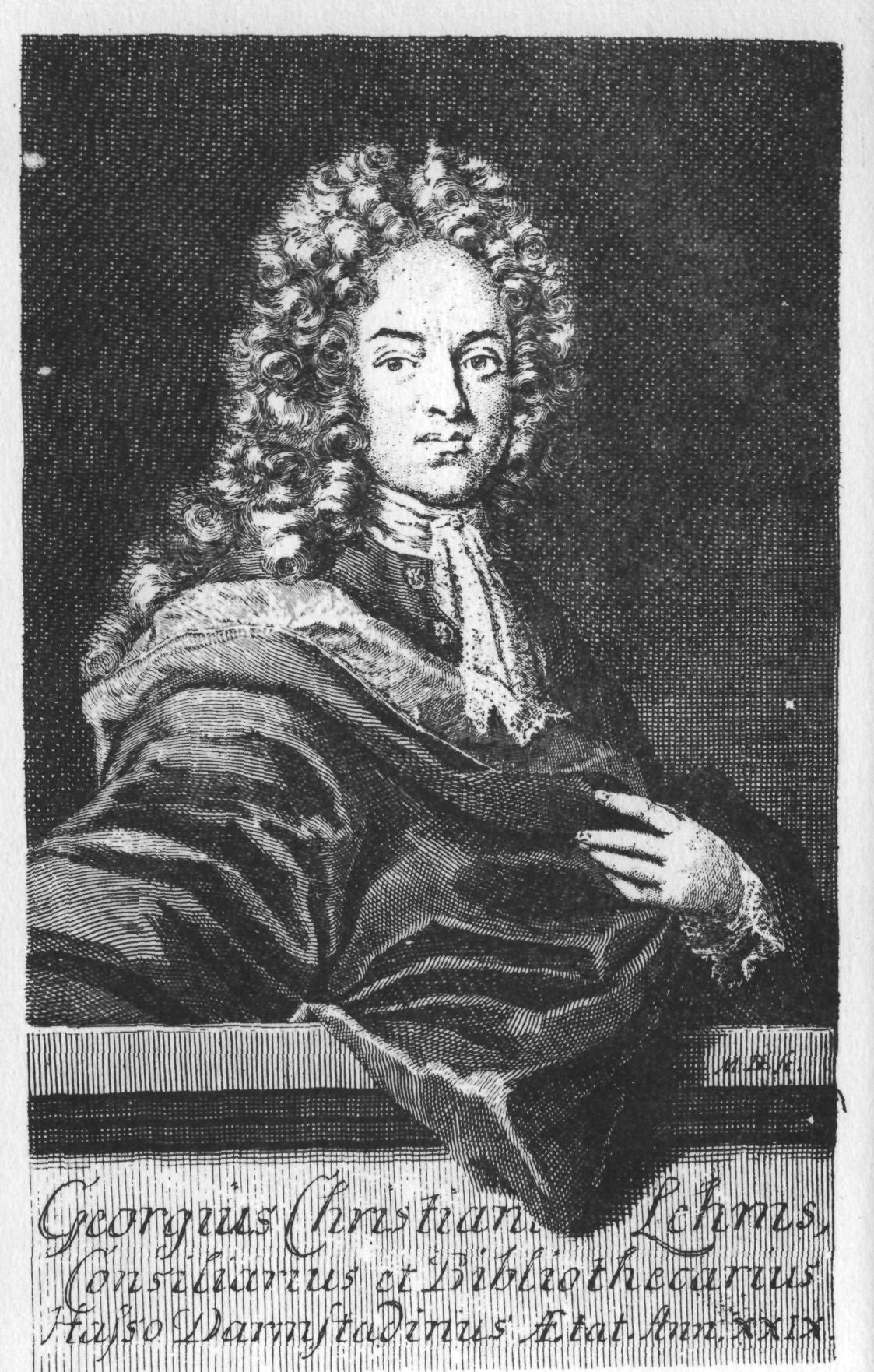
Georg Christian Lehms ritratto in un'incisione su rame, 1713

Il testo, opera di Georg Christian Lehms, ha per protagonista un peccatore alla ricerca della redenzione. Lehms lavorava nella città di Darmstadt; non si sa se Bach lo conoscesse di persona, ma è probabile che quest'ultimo abbia avuto accesso alla sua opera Gottgefälliges Kirchen-Opffer, pubblicata nel 1711, che comprende il testo di questa e di un'altra cantata per solista, Widerstehe doch der Sünde (BWV 54), eseguita nel mese precedente. Nel sesto movimento Bach musicò, sulle note di Auf meinen lieben Gott, la terza strofa dell'inno Wo soll ich fliehen hin di Johann Heermann. Il protagonista del testo è soggetto a un profondo cambiamento: inizialmente si considera "un mostro agli occhi di Dio", ma giunge infine a sentirsi accettato come Suo figlio. Il testo della cantata era comunque già stato messo in musica da Christoph Graupner nel 1712 a Darmstadt, ma si ignora se Bach ne fosse a conoscenza. Poiché il testo non è in alcun modo correlato alle letture previste, non si può escludere che questa cantata e l'altra su testo di Lehms siano state composte da Bach per l'ordinaria messa domenicale prima della sua nomina a primo violino.
Bach eseguì per la prima volta la cantata il 12 agosto 1714. Un'altra esecuzione si tenne l'8 agosto 1723, undicesima domenica dopo la solennità della Santissima Trinità, a Lipsia: si trattava, in quest'ultima occasione, della prima cantata per solista e della composizione maggiormente operistica fino a quel momento presentata da Bach alla congregazione. In vista di questa esecuzione, Bach apportò dei cambiamenti allo spartito originale, trasportandolo da Do minore a Re minore e sostituendo la viola obbligata con un violoncello piccolo. Contestualmente fu eseguita anche un'altra cantata di Bach, Siehe zu, daß deine Gottesfurcht nicht Heuchelei sei (BWV 179): una prima dell'omelia, l'altra dopo.
Nella Neue Bach-Ausgabe sono presenti tre versioni della cantata: quella di Weimar, quella di Köthen e quella di Lipsia.

## Musica

### Struttura e partitura
La cantata, articolata in otto movimenti, è scritta come musica da camera per soprano solista (S) e un ensemble barocco di oboe (Ob), violini (Vl), viola (Va) e basso continuo (Bc) con fagotto (Fg) e violone (Vo). Nella versione di Weimar la tonalità è Do minore e la viola ha una parte obbligata nel sesto movimento. In questa versione, il frontespizio delle parti recita: "Geistliche Cantate / Mein Herze schwimt im Blut / â / Soprano solo / 1 Hautb. / 2 Viol. / Viola / e / Basso / di / J.S.Bach". Nella versione di Lipsia, invece, la tonalità è Re minore e la parte obbligata è suonata dal violoncello piccolo invece che dalla viola.
Nella tabella seguente ci si attiene alla partitura della Neue Bach-Ausgabe. Tonalità e indicazioni di tempo sono tratte da Alfred Dürr; il metro di 44 è indicato con il simbolo . Inoltre è omesso il basso continuo, che suona sempre.
| Numero e titolo                    | Autore del testo | Tipo       | Voci | Legni | Archi        | Tonalità            | Metro |
| ---------------------------------- | ---------------- | ---------- | ---- | ----- | ------------ | ------------------- | ----- |
| 1. Mein Herze schwimmt im Blut     | Lehms            | Recitativo | S    | Fg    | 2Vl Va       | Do minore           |       |
| 2. Stumme Seufzer, stille Klagen   | Lehms            | Aria       | S    | Ob    | Vo           | Do minore           |       |
| 3. Doch Gott muss mir genädig sein | Lehms            | Recitativo | S    | Fg    | 2Vl Va Vo    |                     |       |
| 4. Tief gebückt und voller Reue    | Lehms            | Aria       | S    | Fg    | 2Vl Va Vo    | Mi bemolle maggiore | 34    |
| 5. Auf diese Schmerzensreu         | Lehms            | Recitativo | S    |       | Vo           |                     |       |
| 6. Ich, dein betrübtes Kind        | Heermann         | Corale     | S    |       | Va (solo) Vo | Fa maggiore         |       |
| 7. Ich lege mich in diese Wunden   | Lehms            | Recitativo | S    | Fg    | 2Vl Va Vo    |                     |       |
| 8. Wie freudig ist mein Herz       | Lehms            | Aria       | S    | Ob Fg | 2Vl Va       | Si bemolle maggiore | 68    |

### Movimenti
Nonostante l'uso di una sola voce, negli otto movimenti di questa cantata Bach riesce a ottenere una grande varietà espressiva. Tutti i recitativi sono accompagnati, tranne il quinto movimento, che è un recitativo secco, accompagnato cioè dal solo basso continuo e, in questo caso, dal violone. In modo simile all'opera barocca, alla voce solista sono affidati discorsi spiccatamente drammatici.

#### 1. Recitativo "Mein Herze schwimmt im Blut"
La cantata comincia con un recitativo, "Mein Herze schwimmt im Blut" ("Il mio cuore nuota nel sangue").
(Georg Christian Lehms, Mein Herze schwimmt im Blut. Traduzione di Riccardo Pisano)
Il musicologo Julian Mincham spiega che il brano esprime "l'ossessivo supplizio del peccato, della sofferenza e dell'abbandono [...] il tormento di un'anima abbandonata, sommersa dal suo stesso peccato e dal dolore. Con tratti finemente curati, [Lehms] dipinge drammaticamente le emozioni, irresolute, che spaziano dall'orrore e dal terrore alla rassegnazione, solitaria e disperata."

#### 2. Aria "Stumme Seufzer, stille Klagen"
"Stumme Seufzer, stille Klagen" ("Muti sospiri, lamenti silenziosi") è un'aria con da capo: prima aria della cantata, è accompagnata dall'oboe. Il tema del ritornello ricorre nel movimento. La sezione centrale comincia con una dissonanza per sottolineare la penosa immagine del verso "Und ihr nassen Tränenquellen" ("E voi, umide fonti di lacrime"). Il movimento si conclude con un passaggio orchestrato come un recitativo secco: nelle parole di Mincham, "il tempo sembra quasi fermarsi con quest'ultima espressione di sofferenza".

#### 3. Recitativo "Doch Gott muss mir genädig sein"
Il recitativo accompagnato "Doch Gott muss mir genädig sein" ("Ma Dio deve essere misericordioso") si conclude con un'espressione di pentimento.

#### 4. Aria "Tief gebückt und voller Reue"
"Tief gebückt und voller Reue" ("Prostrato profondamente e pieno di rimorso") è la seconda aria della cantata. In essa prevale il ricco suono degli strumenti ad arco; un passaggio, che presenta l'indicazione agogica adagio, conduce alla ripresa (da capo). Quest'aria esprime il senso del pentimento in un "minuetto garbato e raffinato".

#### 5. Recitativo "Auf diese Schmerzensreu"
"Auf diese Schmerzensreu" ("Su questo pentimento doloroso") è un breve recitativo secco che funge da introduzione al successivo corale. Nelle parole di Mincham, comincia con "un'eco musicale dei tormenti del cuore che nuota nel sangue".

#### 6. Corale "Ich, dein betrübtes Kind"

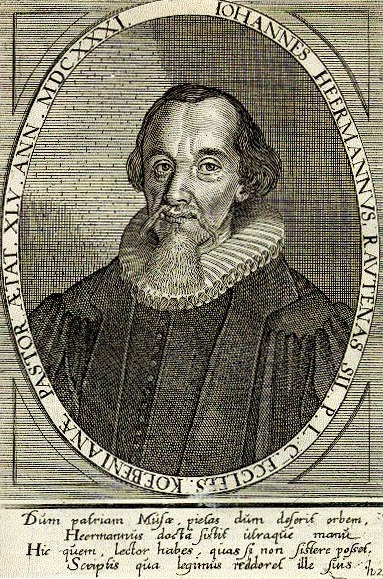
Johann Heermann, autore dell'inno

L'unica strofa di corale presente nella cantata è "Ich, dein betrübtes Kind" ("Io, tuo figlio tormentato"), che costituisce la terza strofa dell'inno "Wo soll ich fliehen hin" ("Dove posso fuggire") di Johann Heermann, pubblicato nel 1630. L'espressione "figlio tormentato" esprime efficacemente la posizione dell'essere umano rispetto a Dio. Le parole finali, "In deine tiefen Wunden, da ich stets Heil gefunden" ("nelle Tue ferite profonde, dove io ho sempre trovato salvezza"), collegano questo movimento al successivo recitativo. Il canto è accompagnato con figurazioni ritmiche vivaci dalla viola in obbligato, sostituita da un violoncello piccolo nella versione di Lipsia.
Per questo corale, Bach scelse un'insolita melodia di Caspar von Stieler; optò invece per una melodia di Jacob Regnart per una successiva cantata corale basata sullo stesso inno. Questo movimento, presentando ritornelli tra un verso e l'altro, è simile ad una fantasia corale.

#### 7. Recitativo "Ich lege mich in diese Wunden"
L'ultimo recitativo, "Ich lege mich in diese Wunden" ("Metto me stesso su queste ferite"), è di umore diverso dai precedenti; Mincham infatti definisce le ultime battute come un "melisma in crescita" e come un "preludio [all'ultimo movimento] che si eleva gioiosamente".

#### 8. Aria "Wie freudig ist mein Herz"
L'aria conclusiva, "Wie freudig ist mein Herz" ("Quanto è gioioso il mio cuore"), è una briosa giga; la gioia che comunica è evidenziata anche dalla lunga coloratura sulla parola fröhlich (gioioso), la penultima del recitativo precedente. Questo movimento presenta elementi simili alle gighe delle Suite francesi dello stesso Bach. Per Mincham, la scelta della strumentazione riflette il tema del passaggio dal peccato alla redenzione: trombe, corni e percussioni "non sono necessari in questo intimo contesto".

## Registrazioni
Questa cantata è stata registrata molte volte e non soltanto da specialisti di Bach. L'elenco seguente è tratto dalla discografia presente sul sito Bach Cantatas Website, che riporta 86 registrazioni complete al 2022.
| Anno | Titolo                                                                           | Direttore            | Orchestra                          | Solista                 | Etichetta          | Esecuzione storicamente informata |
| ---- | -------------------------------------------------------------------------------- | -------------------- | ---------------------------------- | ----------------------- | ------------------ | --------------------------------- |
| 1968 | Elisabeth Schwarzkopf: The Unpublished EMI Recordings 1955–1958 – Bach & Mozart  | Thurston Dart        | Philharmonia Orchestra             | Elisabeth Schwarzkopf   | EMI                | No                                |
| 1972 | Bach Cantatas Vol. 4 – Sundays after Trinity I                                   | Karl Richter         | Münchener Bach-Orchester           | Edith Mathis            | Archiv Produktion  | No                                |
| 1976 | Die Bach Kantate Vol. 48                                                         | Helmuth Rilling      | Bach-Collegium Stuttgart           | Arleen Augér            | Hänssler           | No                                |
| 1986 | J. S. Bach: Cantatas BWV 202 · 82a · 199                                         | Dominique Debart     | L'Ensemble de Basse-Normandie      | Teresa Żylis-Gara       | Rudolphe           | No                                |
| 1989 | J. S. Bach: Das Kantatenwerk · Complete Cantatas · Les Cantates, Folge / Vol. 45 | Nikolaus Harnoncourt | Concentus Musicus Wien             | Barbara Bonney          | Teldec             | Sì                                |
| 1995 | J. S. Bach: Complete Cantatas Vol. 2                                             | Ton Koopman          | Amsterdam Baroque Orchestra        | Barbara Schlick         | Antoine Marchand   | Sì                                |
| 1998 | J. S. Bach: Cantata BWV 199 Mein Herze schwimmt in Blut                          | Bruno Weil           | Orchestra del Carmel Bach Festival | Rosa Lamoreaux          | Jonathan Wentworth | No                                |
| 1999 | Bach Edition Vol. 5 – Cantatas Vol. 3                                            | Pieter Jan Leusink   | Netherlands Bach Collegium         | Ruth Holton             | Brilliant Classics | Sì                                |
| 2000 | Bach Cantatas                                                                    | John Eliot Gardiner  | English Baroque Soloists           | Magdalena Kožená        | Archiv Produktion  | Sì                                |
| 2003 | Bach: Cantatas BWV 82 and 199                                                    | Craig Smith          | Emmanuel Music                     | Lorraine Hunt Lieberson | Nonesuch Records   | No                                |
| 2016 | J.S. Bach: Cantatas for soprano (BWV 202, 152, 199)                              | Petra Müllejans      | Freiburg Barockorchester           | Carolyn Sampson         | Harmonia Mundi     | Sì                                |